# Diamond Princess (album de Miliyah Katō)
Pour les articles homonymes, voir Diamond Princess.
Albums de Miliyah Katō
Rose
(2005) Tokyo Star
(2008)
Singles
Diamond Princess est le 2e album de Miliyah Katō, sorti sous le label Mastersix Foundation le 7 mars 2007 au Japon. Il atteint la 5e place du classement de l'Oricon. Il se vend à 41 371 exemplaires la première semaine, et reste classé pendant 34 semaines, pour un total de 107 293 exemplaires vendus.

## Liste des titres
Toutes les paroles sont écrites par Miliyah Katō.
| 1.  | Diamond                 | Miliyah                                                  | Jeff Miyahara                                | 1:06 |
| 2.  | Eyes on you             | Miliyah                                                  | YANAGIMAN                                    | 4:56 |
| 3.  | Last Summer             | Miliyah                                                  | 3rd Productions                              | 4:42 |
| 4.  | Konomama Zutto Asa Made | Anthony Kelly, Mark Wolfe, Steven Marsden, Wayne Passley | 3rd Productions                              | 4:05 |
| 5.  | LuvSong                 | 3rd Productions                                          | 3rd Productions                              | 4:21 |
| 6.  | Family                  | Miliyah, Maestro-T                                       | Maestro-T                                    | 4:57 |
| 7.  | Caught up               | Miliyah                                                  | 3rd Productions                              | 4:09 |
| 8.  | My Soul                 | Miliyah                                                  | 3rd Productions                              | 3:28 |
| 9.  | Cry no more             | Miliyah                                                  | Tomokazu Matsuzawa                           | 4:09 |
| 10. | I Will                  | Miliyah                                                  | 3rd Productions                              | 4:55 |
| 11. | Sotsugyō                | Miliyah                                                  | 3rd Productions                              | 5:20 |
| 12. | Wasurenai Kara          | Miliyah                                                  | 3rd Productions                              | 4:52 |
| 13. | So special              | Miliyah                                                  | DJ Mitsu the Beats, Jazzy Sports Productions | 3:59 |
| 14. | Paradise                | Miliyah                                                  | 3rd Productions                              | 3:51 |
| 15. | Wonderful               | Miliyah                                                  | 3rd Productions                              | 3:38 |